# 普法爾茨的安娜·瑪麗亞
普法爾茨的安娜·瑪麗亞（德語：Anna Maria von der Pfalz，1561年7月24日—1589年7月29日），南曼蘭公爵夫人，普法爾茨選侯路德維希六世的女兒。

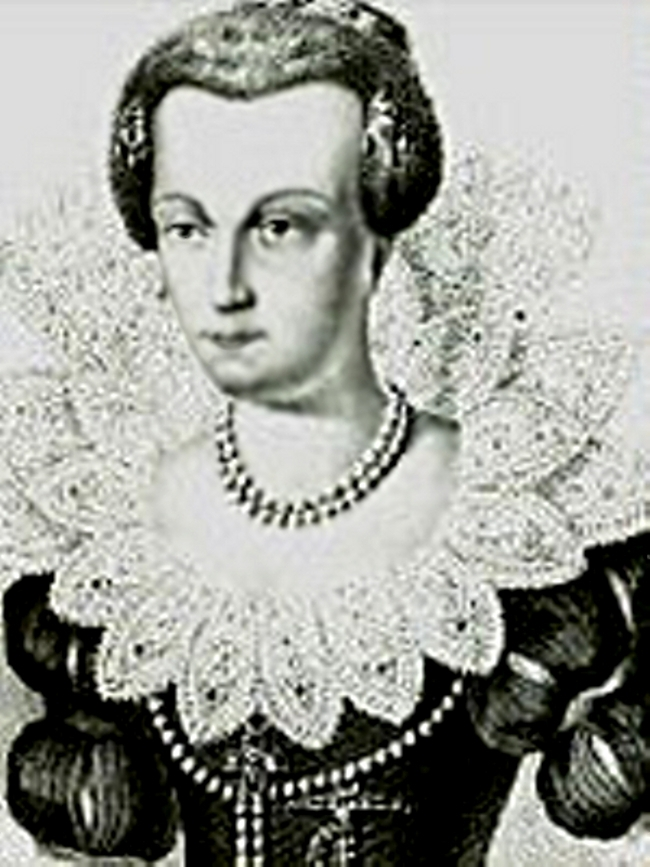
普法爾茨的安娜·瑪麗亞

## 家庭
1579年，安娜·瑪麗亞和瑞典南曼蘭公爵、日後的卡爾九世結婚，兩人共有三個女兒：
1. 瑪格麗塔（1580年—1585年），夭折
2. 伊莉莎白（1582年—1585年），夭折
3. 卡塔里娜（1584年—1638年）